# Lajos Sătmăreanu
Lajos Sǎtmǎreanu (n. Szatmári Lajos) (Salonta, 21 de fevereiro de 1944 – 30 de junho de 2025) foi um futebolista romeno de ascendência húngara que atuava como zagueiro.
Nascido em Salonta, ele começou a carreira no Crişana Oradea, (extinto); passou ainda por FC UTA Arad e ASA Târgu Mureş antes de ir para o Steaua Bucureşti em 1965. Jogou 44 vezes pela Seleção Romena entre 1967 e 1973, marcando um gol.chegando a ser convocado para a Copa do Mundo de 1970. Em 1975, saiu do Steaua, passando pelo FC Bihor Oradea e encerrando a carreira no AFC Progresul Bucureşti, em 1977.